# Nothobranchius guentheri
Nothobranchius guentheri — вид коропозубоподібних риб родини Нотобранхові (Nothobranchiidae).

## Поширення
Вид є ендеміком  Танзанії, де зустрічається у кількох місцях на острові Занзібар. Риба живе у тимчасових болотах та канавах, що пересихають у сухий сезон. Під час посухи риба гине, залишається лише ікра, що здатна вижити до наступного сезону дощів.

## Опис
Рибка сягає завдовжки до 5,5 см.